# Лобода, Светлана Сергеевна
Светла́на Серге́евна Лобода́ (укр. Світла́на Сергі́ївна Лобода́; род. 18 октября 1982, Ирпень, Киевская область), также известная как LOBODA, — украинская певица, автор песен. Заслуженная артистка Украины (2013).
За время карьеры Лобода достигла международного успеха в странах Восточной Европы. Удостоена многих украинских и международных музыкальных наград, в том числе премии «Звуковая дорожка» и включения в Зал Славы Top Hit Music Awards. Наиболее популярные песни в её исполнении — «Твои глаза», «Случайная», «К черту любовь», «Родной», «SuperSTAR».

## Биография

### Ранние годы
Родилась 18 октября 1982 года в киевской Октябрськой больнице в семье Сергея Васильевича Лободы и Натальи Васильевны Лободы. До 1989 года проживали с семьёй в городе Ирпене Киевской области, где и прошло детство певицы. Окончила музыкальную школу по классам фортепиано, дирижирования и академического вокала.
После получения первого музыкального образования поступила в Киевскую эстрадно-цирковую академию на отделение эстрадного вокала.

### Музыкальная карьера
Уже на 1-м курсе Светлана стала участницей музыкальной группы «Капучино», которая занимала достойное место на украинской сцене. Однако позже поняла, что это не совсем её формат и по окончании контракта покинула группу.
В 2003 году Лобода участвовала в первом украинском мюзикле «Экватор» (реж. Виктор Шулаков), где получила одну из главных ролей — дикарки Мираны. После премьеры «Экватора» на Украине о Лободе заговорили как о восходящей звезде. На время исполнения мюзикла в широкую ротацию были выпущены песня и видеоролик «Чёрный ангел», записанные и снятые со Светланой Лободой.
28 декабря 2003 года Лобода собрала собственный коллектив под названием «Кетч».

#### 3 месяца в группе «ВИА Гра» (2004)
Весной 2004 года, пройдя кастинг, Лобода стала новой солисткой трио «ВИА Гра». В составе группы приняла участие в туре по городам Азии, снялась в клипе «Биология» и новогоднем мюзикле телеканала «Интер» «Сорочинская ярмарка». Спустя 3 месяца Светлана покинула коллектив.

#### 2004—2008
В декабре 2004 года выпустила свой первый сингл «Чёрно-белая зима».
В ноябре 2005 года года вышел первый сольный альбом Лободы — «Ты не забудешь».
В 2006 году Лобода выпустила клип на песню «Чёрный ангел», а после поездки в Японию Лобода записала композицию «Постой, муЩина». В том же году вела программу «Шоумания» на «Новом канале», а в 2007 году стала ведущей проекта «Мисс СНГ» на телеканале «ТЕТ». Открыла собственное туристическое агентство Happy Vacations. В октябре 2007 года вышел клип на лирическую песню «Счастье». 18 октября 2007 года Лобода организовала фотовыставку собственных фотографий, посвящённых Индии. Целью выставки становится помощь детям-сиротам и детям, больным онкологическими заболеваниями. В 2008 году началось создание коллекции молодёжной одежды «F*ck the macho», в том же году вышел второй альбом — «Не ма4о». 18 октября Лобода стала лауреатом премии «Национальный Олимп» в номинации «Оригинальный стиль исполнения».

#### 2009: «Евровидение»
Весной 2009 года сингл «Be My Valentine (Anti-crisis Girl)» был представлен для участия в украинском отборочном туре песенного конкурса «Евровидение-2009». 8 марта Лобода победила в отборочном конкурсе «Евровидение-2009» и заслужила право представлять Украину в финальной части конкурса. 18 марта презентовала клип «Be My Valentine (Anti-crisis Girl)».
На церемонии открытия «Евровидения-2009» Лобода появилась в бинтах и со ссадинами на теле. Это был грим, призванный привлечь внимание к социальной акции Лободы — «Скажи стоп насилию в семье», основанной на борьбе с домашним насилием. Впоследствии к этой акции подключилась французская певица Патрисия Каас.
В итоге Лобода заняла 12-е место в финале конкурса, набрав 76 баллов. Невысокие итоговые позиции не помешали ей занять первые места на предварительных конкурсных концертах в Лондоне, Париже и Амстердаме и стать одной из самых обсуждаемых артисток:
- по количеству просмотров на официальном канале «Евровидения» на YouTube видео «Be My Valentine (Anti-crisis Girl)» занимает третье место.
- по статистике поисковых запросов из стран — участниц «Евровидения» Светлана Лобода занимала 4-е место в рейтинге Google.

В 2009 году Лобода специально для конкурса создала футболки с надписью «Anti-crisis Boy» и сумки с надписью «Anti-crisis Bag».

#### 2010—2015
В январе 2010 года вышел видеоклип на песню «Жить легко», где Лобода предстаёт толстушкой, которой она стала после провала на Евровидении. Вслед за «Жить легко» Лобода записала дуэтную песню «Сердце бьётся» с фабрикантом Максом Барских, а вскоре вышел видеоклип.
В 2010 году Светлана Лобода официально переименовала свой музыкальный проект и зарегистрировала бренд и торговую марку LOBODA. В апреле 2011 года Светлана Лобода совместно с футболистом Андреем Шевченко становятся лицами PEPSI в проекте «Pepsi Refresh Project», сутью которого было помочь молодым творческим людям найти свой пусть в жизни. Ролик для проекта снял британско-американский режиссёр Ник Лайвли, который специально прилетал на Украину, чтобы поработать над данным проектом.
Летом 2010 года вышел сингл «Революция». На награждении VIVA Лобода представила сингл «Спасибо», посвящённый дочери. Клип на песню снимался в два этапа: первая часть съёмок проходила, когда певица была на 9 месяце беременности, а вторая прошла после родов. Летом 2011 года на сцене Crimea Music Fest состоялась премьера песни «На свете». Позднее LOBODA презентовала клип. В начале 2012 года Лобода отправилась в США, где сняла клип на сингл «Облака» и короткометражный фильм в жанре саспенс по мотивам музыкального произведения «Облака» — «Женщина-преступница». Съёмки картины проходили в Майами. Режиссёром и оператором выступил Владимир Шкляревский. Лейтмотивом картины стало произведение XIX века под названием «Женщина, преступница и проститутка» итальянского автора тюремного психиатра Чезаре Ломброзо, в котором раскрывается тема преступления на почве страсти.
12 апреля 2012 года в Crystal Hall представила шоу «Начало», с которым почти год гастролировала по Украине. В июне вышло видео на песню What about U, записанную для чемпионата EURO 2012. Эта композиция была отобрана среди сотен других, представленных на суд еврокомиссии УЕФА, и вошла в официальный трек-лист чемпионата. В августе 2012 года на фестивале Crimea Music Fest была представлена лирическая композиция «40 градусов». В 2012 году LOBODA стала наставницей в талант-шоу «Голос. Дети» на канале «1+1». В феврале 2013 года представила новый сингл «Нежность». 17 марта 2013 года на телеканале «Интер» состоялась премия YUNA, в ходе которой певица представила новый сингл под названием «Под лёд».
В конце июня 2013 года Лободе было присвоено почётное звание Заслуженной артистки Украины.
1 ноября 2013 года выпустила сингл «Кохана» — первую работу на украинском языке. 13 и 14 февраля 2014 года выступила на BIG LOVE SHOW 2014, где исполнила песню «Город под запретом», а 26 марта 2014 года состоялся официальный релиз сингла.
29 марта LOBODA отправляется во всеукраинский тур «Под запретом!». 22 мая 2014 года Лобода совместно с Эмином представила совместный сингл и видеоклип «Смотришь в небо». Режиссёром видеоклипа выступила продюсер LOBODA Нателла Крапивина. Художником постановщиком выступил Сергей Иванов, работавший над фильмом «Сталинград». 29 сентября 2014 года LOBODA и Emin представили ремейк трека «Смотришь в небо». 18 октября 2014 года состоялась премьера сингла «Не нужна». 25 марта на премии YUNA представлена в номинациях «Лучшая исполнительница» и «Лучший автор слов», получила победу в категории «Лучшая песня» («40 градусов») и «Лучший видеоклип» («40 градусов», реж. Владимир Шкляревский).
26 декабря 2014 года Лобода удостаивается премии «Песня года 2014» за сингл «Город под запретом». Номинация Yuna лучшая певица, Лучший автор слов и победа в Лучшая песня («40 градусов»), Лучший видеоклип («40 градусов»). 7 марта 2015 года LOBODA представила новый клип на песню «Не нужна». Съёмки видеоработы проходили в Португалии. В клипе показана нелёгкая история женщины, которая, преодолевая боль и измены, борется за своё хрупкое женское счастье. Видео во многом является отображением личных переживаний певицы, связанных с её расставанием с любимым человеком. 26 марта 2015 года во дворце Украины состоялась церемония награждения премиями YUNA 2015, где LOBODA и Emin одержали победу в номинации «Лучший дуэт» за своё совместное творение «Смотришь в небо». 2 апреля 2015 года на «Русском радио» состоялась премьера сингла «Пора домой». В Стамбуле прошли съёмки видеоклипа, режиссёром выступила Нателла Крапивина. 20 мая 2015 года состоялась премьера видеоклипа «Пора домой» с участием ведущих шоу «Орёл и решка» Андрея Беднякова, Леси Никитюк, Регины Тодоренко и Жанны Бадоевой. 8 июня 2015 года в Москве прошла 6-я ежегодная церемония вручения премий Fashion People Awards, где Лобода одержала победу в номинации «Fashion Voice Woman».
4 ноября 2015 года LOBODA отправляется в тур по городам Украины с шоу «Пора домой». Во время тура представила новые песни «К чёрту любовь», «Ангелок», «Твои глаза» и «Не люби». 23 ноября 2015 года, накануне международного дня защиты женщин от насилия (25 ноября), презентовала социальный арт-проект на свою вторую украиноязычную композицию «Облиш» — послание, призванное привлечь внимание к одной из важнейших проблем: насилию над женщинами. 26 ноября 2015 года в киевском Дворце спорта состоялась первая церемония награждения премии M1 Music Awards 2015, где LOBODA победила в номинации «Клип года» с видеоклипом «Пора домой». 28 и 29 ноября 2015 года прошли сольные концерты во дворце Украины в честь десятилетия творческой деятельности певицы. В декабре, по данными исследования «Яндекса», певица стала самой популярной женщиной на Украине.

#### С 2016 года:H2LO, «Голос. Дети» и другие проекты
11 января 2016 года Лобода представила композицию «К чёрту любовь», а 19 февраля 2016 года состоялась премьера видеоклипа. 9 мая 2016 года открыла концерт телеканала «Интер», приуроченный к 71-й годовщине Победы в Великой Отечественной войне, исполнив песню Булата Окуджавы «Десятый наш десантный батальон». Закрыла концерт военной песней «Журавли». 30 июня 2016 года Оргкомитет международного конкурса «Мисс Украина-Вселенная 2016» официально признал Лободу самой яркой представительницей музыкальной индустрии и наградил титулом «Самая красивая певица страны». 6 сентября 2016 года состоялась премьера сингла «Твои глаза», а 9 ноября 2016 года — премьера видеоклипа. Сингл 5 недель удерживал лидерство в iTunes стран СНГ. 19 ноября 2016 года получила статуэтку «Золотого граммофона» в Москве за песню «К чёрту любовь». Победа в 2016 году: M1 Music Awards лучшая певица и клип года.
8 марта 2017 года Лобода устроила трёхчасовое шоу в киевском Дворце спорта и представила альбом H2LO, над которым работала пять лет. В этот вечер прозвучали семь новых синглов: «Париж», «Невеста», «Случайная», «Стерва» и другие. В первый же день после официальной премьеры альбома в iTunes H2LO попал на первую строчку чарта семи стран: Украины, Литвы, Латвии, Эстонии, России, Беларуси и Казахстана. Кроме этого, на этом концерте состоялась премьера её дуэта под названием «Жарко» с Дмитрием Монатиком. История сотрудничества артистов началась с трека «40 градусов», автором которого стал Дмитрий.
В июле 2017 года приняла участие в творческих вечерах Софии Ротару и Аллы Пугачёвой в рамках Международного музыкального фестиваля «Жара» в Баку.
В декабре 2017 года стала ведущей «звёздного» выпуска тревел-шоу «Орёл и решка» вместе с Александром Реввой. В 2018 году — музыкальный продюсер сингла Филиппа Киркорова «Цвет настроения синий». Победителем в премии RU.TV как «Лучшая исполнительница» и «Лучший креатив» («Твои глаза») стала LOBODA. Премия «Муз-ТВ» в номинации «Лучшая исполнительница».
В марте 2018 состоялась вторая музыкальная премия «Жара Music Awards», где певица получила премию Лучшая певица.
10 марта 2018 года Лобода стала лауреатом Международной профессиональной музыкальной премии «Bravo» в номинациях «Лучший альбом» и «Лучшая певица». Премию Лободе вручил Эрос Рамазотти. Во время церемонии вручения премии Лобода подтвердила информацию о том, что беременна и сообщила, что из-за этого берёт перерыв в концертной деятельности.
В мае 2018 года Светлана Лобода снялась для обложки майского номера российского издания Cosmopolitan.

В июне 2018 года, спустя две недели после рождения второй дочери, певица вернулась на сцену и выступила на «Премии МУЗ-ТВ 2018» с зажигательным шоу и получив премию Лучшая певица.
Так же в этом году альбом «H2LO» 3X PLATINUM, сингл «Твои глаза» был продан в количестве 20 млн копий / 20X PLATINUM.
А в сентябре этого же года Светлана Лобода украсила обложку сентябрьского номера GQ, став первой женщиной, которая снялась для обложки мужского журнала.
Яндекс Музыка — Исполнительница года. Поп-синг года «SuperStar». Самое громкое заявление «SuperStar». «Песня года» — Лучшая песня «SuperStar».
В декабре 2018 года на российской национальной музыкальной на премии «Виктория» — победа в категориях «Лучшая поп-исполнительница» и «Танцевальный хит года»
(«SuperSTAR»), а также эта песня стала лучшей на «Песне года» и получила «Золотой граммофон».
В 2019 году стала наставницей 6 сезона шоу «Голос. Дети» на «Первом канале». 1 марта 2019 года состоялась премьера песни «Последний герой», которая стала заглавной темой нового сезона одноимённого реалити-шоу. После скандала с результатами голосования шоу «Голос. Дети» продюсер певицы объявила о завершении работы в проекте.
В 2019 году Светлана Лобода дала несколько эффектных концертов в рамках своего масштабного шоу «SUPERSTAR». Спустя год певица выпустила концертный альбом Superstar Show Live, куда вошли живые версии хитов «Текила-любовь», «Твои глаза», «В зоне риска», «К черту любовь» и другие.
В ноябре 2019 года Светлана Лобода снялась в новом клипе Тилля Линдеманна Frau & Mann, сыграв в нём главную роль.
В конце 2019 года исполнительница представила свой первый мини-альбом Sold Out, который стал трижды платиновым. По итогам года певица стала лучшим стриминговым артистом лейбла Sony Music Entertainment Russia. Премия «ЖАРА Music Awards» в номинации «Лучшая певица» победу получила LOBODA, а лауреатом премии BraVo в номинации «Песня года» стала песня «SuperStar». Премия «Муз-ТВ» в номинации «Лучшая исполнительница», премия RU.ТV в номинациях «Лучшая певица» и «Кино и музыка» («Лети» OST «Гоголь. Вий»), Золотой граммофон в номинации «Лучшая песня» («Instadrama»), Песня года в номинации «Лучшая песня» («Пуля-дура»).

#### 2020—2021
В 2020 году Лобода совместно с рэпером Pharaoh выпустила трек «Boom Boom» и видеоклип на него, оба стали предметом споров и дискуссий в сети, тем не менее, за первые сутки видеоклип набрал более двух миллионов просмотров, а сама песня получила платиновый статус в России. В декабре певица презентовала песню «Moloko», которая смогла войти в топ-40 радиочартов России и Украины и также получить платиновый статус. По версии Top Hit Music Awards, Лобода была признана лучшей исполнительницей на радио в России за 2020 год.
В 2021 году стало известно, что Светлана Лобода вернётся в проект «Голос. Дети» в качестве наставника в восьмом сезоне. Победителем сезона стал Владислав Тюкин, наставницей которого была Светлана Лобода.
5 марта состоялась премьера видео Лободы на песню «Родной».
17 марта 2021 года LOBODA была номинирована в категориях «Лучшее женское видео», «Лучшая исполнительница», «Лучшая песня», «Лучший альбом» и «Лучшее видео» на «Премии МУЗ-ТВ 2021». Церемония награждения подведёт итоги за два года, так как в прошлом году музыкальная премия не состоялась из-за эпидемиологической ситуации в стране.
Выступление и получение статуэтки «Лучшая певица года» на премии «Жара Music Awards 2021» и гала-концерте открытии международного музыкального фестиваля «Жара 2021».
4 июня на премии «Муз-ТВ» номинирована в таких категориях: «Лучшая исполнительница» и «Лучшее видео» («Пуля-Дура»), победила в категории «Лучшее женское видео» («Moloko»).
8 июня продюсер Лободы Нателла Крапивина объявила, что прекращает сотрудничество с исполнительницей.
16 июля состоялась премьера нового сингла и видеоработы LOBODA под названием «Allo». Режиссёром клипа выступил Алан Бадоев, а сама песня стала хитом переменчивого карантинного лета. Съёмки проходили в Киеве.
13 августа Лобода представила новый сингл «Indie Rock (Vogue)» в необычном для себя стиле, который был выпущен на двух языках: русском и украинском. Авторами сингла выступили Александр Хорошковатый и Юрий Андрийченко. Режиссёром клипа является израильтянин Indi Hait, который до этого сотрудничал с многочисленными европейскими звёздами. В съёмке приняла участие украинская модель Таня Рубан.
14 августа Лобода впервые за четыре года дала публичный концерт на Украине, в городе Одессе в клубе IBIZA, собрав аншлаг.
1 октября Лобода презентовала новый лирический сингл «Americano». Трек «Americano» мгновенно взлетел на первые позиции всех чартов и долгое время занимал первое место на YouTube среди музыкальных видео на вкладке «в тренде».
1 ноября состоялась премьера видеоработы на сингл «Americano», съёмки которого проходили в Киеве, а режиссёром клипа выступил Indi Hait.
10 декабря LOBODA презентовала сингл к Новому году «ЗанесLO», слушая который, хочется танцевать, наряжать ёлку, покупать подарки, вспомнить о любимом человеке и просто окунуться в уют своего дома.
В декабре LOBODA получила украинскую премию «Музыкальная платформа» телеканала «Украина» за песню «Молоко».

#### С 2022 года
В феврале 2022 года LOBODA полностью прекратила сотрудничество с Российской Федерацией в связи с «вторжением России на Украину», оборвав все связи и прекратив свою деятельность на территории России, отменив концертный тур, проведение которого было запланировано в 2022 году. Светлана чётко заявила о своей позиции в поддержку своей родной страны Украины, ежедневно в своих социальных сетях освещая происходящее на своей родине, а также активно принимая участие в благотворительной деятельности.
В этот же период LOBODA переориентировала свой офис в волонтёрский штаб для помощи украинцам.
3 июня 2022 года певица презентовала первую свою работу за столь длительное время, посвящённую происходящим событиям в своей родной стране — Украине. Съёмки видео работы сингла «Молитва» проходили в Риге, в Церкви Святого Петра. Кроме Лободы в видео участвуют 45 музыкантов Рижского оркестра, над созданием песни и клипа работала украинская и латвийская команда под руководством режиссёра из Израиля Инди Хайта. Автор идеи видео и саунд продюсер трека — LOBODA.
18 ноября 2022 года на всех музыкальных площадках LOBODA представила новый лирический украиноязычный сингл «Два незнакомца».

2 декабря 2022 года LOBODA презентовала клип на песню «Города». Впервые LOBODA выступила режиссёром своего клипа. Как отметила сама певица: 
«Разлука сегодня постучала в дом многих украинцев, песня Города именно о ней. Города — про чувства, разлуку и расстояния, которые сегодня измеряются не километрами, а днями до встреч»
Клип был снят в Риге, в котором приняли участие местные актёры. Оператором выступил Филл Ли.
3 февраля 2023 года исполнительница выпустила четвёртый сингл после 24 февраля 2022 года. Песня под названием «По-українськи» стала главным синглом в новом альбоме артистки, премьера которого состоялась весной 2023 года.

## Личная жизнь

### Семья
Дед — Василий Лобода, работал в милиции, затем в КГБ, много ездил по миру по делам службы, в 1958 году жил больше полугода на Кубе. В то время, когда Фидель Кастро и Че Гевара готовили революцию, он жил в джунглях и помогал разрабатывать планы свержения кубинского диктатора Фульхенсио Батисты. Василий Лобода умер, когда Светлана была маленькой. Бабушка — Людмила Лобода (род. 1936), оперная певица.
Отец — Сергей Васильевич Лобода (род. 1957), возглавлял перронную службу на авиазаводе. Мать — Наталья Васильевна Лобода (род. 1957), работала в Киеве специалистом по энергосбережению. Младшая сестра — Ксения Сергеевна Лобода (род. 1992).
Бывший фактический муж — Андрей Петрович Царь (фамилия при рождении — Онищак; род. 18 сентября 1987, Львов) — танцор, хореограф, работал с балетом Светланы Лободы и балетом Freedom, диджей и певец. 1 октября 2014 года певица официально заявила о том, что рассталась с ним. Дочери — Евангелина Андреевна Левандовская (род. 9 апреля 2011) и Тильда (род. 21 мая 2018).

### Благотворительность
В апреле 2020 года Лобода совместно с российским фондом Encore Charity и «Украинской биржей благотворительности» запустила акцию «Корзина помощи», направленную на поддержку стариков, малообеспеченных и многодетных семей во время пандемии COVID-19. Лобода закупила для фондов более тысячи коробок с продуктами и сделала пожертвование на общую сумму более 180 тысяч рублей.
В конце августа 2021 года в Одессе прошёл благотворительный фестиваль Vintage Charity Market & Sova Picnic, целью которого был сбор средств на закупку медицинского оборудования в детские отделения больниц. Лобода поддержала инициативу, передав на благотворительность мини-платье бренда Balmain, стоимость которого составляет около $3000.
19 декабря 2021 года Светлана Лобода передала детской больнице «Охматдет» медицинское оборудование для пациентов с врождёнными пороками развития опорно-двигательного аппарата и детей с посттравматическими деформациями конечностей.
На постоянной основе помогает больным детям и нуждающимся семьям. Отдавая 10 % прибыли на благотворительность, как было заявлено в интервью Маши Ефросининой «Экзамен».
С 24 февраля 2022 года певица переориентировала свой офис в волонтёрский штаб для помощи украинцам. С первых дней войны LOBODA полностью погрузилась в волонтёрскую деятельность.
LOBODA перечислила в фонд «Маша» (сейчас занимается вопросами гуманитарной помощи пострадавшим от войны) Маши Ефросининой 1,5 миллиона гривен.
Певица передала автомобиль на нужды теробороны, а также оплатила закупку необходимого снаряжения для города Борисполь на сумму 1,5 миллиона гривен. Об этом рассказал мэр Борисполя Владимир Борисенко.
В мае 2022 года певица анонсировала открытие Loboda Help Center, центр психологической помощи украинцам, а также центр приёма писем и заявок на материальную помощь жителям Украины, пострадавшим от войны. С момента открытия в центре работало 8 психологов, на данный момент продолжают работать 4. Около 1000 человек получили квалифицированную психологическую помощь, благодаря консультациям специалистов.
15 июня 2022 года посетила родной город Ирпень, в котором прошло её детство и который после российской оккупации стал напоминать руины. Встретилась с мэром города Александром Маркушиным, посетила несколько многоэтажных домов, детский садик, а также Светлана Лобода встретилась с жителями города и с теми, кто написал ей в Loboda Help Center и обратился за помощью, обсудив возможности восстановления их разрушенного жилья.
Светлана Лобода перечислила три миллиона гривен на достройку детского сада «Віночок» в Ирпене Киевской области, часть здания которого разрушили российские войска.
LOBODA посетила Киевскую городскую детскую клиническую больницу № 1. А также перевела на счёт больницы около 200 тысяч гривен закупив необходимое медицинское оборудование для учреждения. Также финансовая помощь была направлена Паллиативному отделению больницы в городе Киеве.
Светлана Лобода финансово поддержала юную украинскую теннисистку Мишель Лоботенко родом из Ирпеня — родного города звезды. 15-летняя школьница с семьёй вынужденно уехали в Латвию, где талантливая спортсменка не имела возможности оплатить тренировки.
Певица после посещения родного Ирпеня, где она собственными глазами увидела, что оставила российская армия после оккупации, решила помогать восстанавливать город и анонсировала сотрудничество с Международным благотворительным фондом DUSHA.
Светлана Лобода обеспечила всем необходимым на несколько месяцев вперёд 350 беженцев из временного лагеря для переселенцев в Переяславе Бориспольского района. Артистка закупила для соотечественников, которые из-за войны остались без крыши над головой, продукты питания, инвентарь для уборки, средства индивидуальной гигиены, бытовую химию и многое другое на сумму 230 тысяч гривен.
Светлана Лобода предоставила свой личный автомобиль для эвакуирования животных из города Ирпеня волонтёру актёру Алексею Суровцеву, который продолжает свою миссию и на сегодняшний день.
14 августа Лобода сольным концертом в Риге открыла свой масштабный благотворительный тур по городам Европы и Америки, куда также вошли такие страны как Казахстан, Узбекистан, Израиль и Армения. Часть денег с каждого концерта Лобода перечисляет на помощь в отсройке своего родного города — Ирпень.
Также в рамках благотворительного тура Светлана Лобода посещала лагеря с украинскими беженцами.
В свой день рождения 18 октября 2022 года певица заявила о своём благотворительном взносе в размере 1 млн гривен на работы по восстановлению крыш и укреплению многоэтажных домов жителей города Ирпень. По итогам объявленной акции, в общей сложности получилось собрать 3 млн гривен. Кроме этого к благотворительной инициативе присоединился украинский строительный благотворительный фонд «Savehome.live», который взял на себя восстановление жилого состояния трёх многоэтажных домов — ЖК Фортуна, Степановская, Высокая.
26 декабря 2022 главный музыкальный телеканал Казахстана MUZZONE TV наградил Светлану Лободу премией «За вклад в развитие и восстановление Украины».
С началом войны в Украине артисткой было перечислено более 14 млн грн на адресную помощь и в разные благотворительные организации. В январе 2023 года певица так же вела благотворительную деятельность, перечислив 1 000 000 гривен на восстановление многоэтажного дома в Ирпене, и объявила о продолжении масштабного благотворительного тура по миру.

## Дискография
Студийные альбомы
- «Ты не забудешь» (2005)
- «Не Ма4о» (2008)
- H2LO (2017)
- Made in U (2023)

Мини-альбом
- SOLD OUT (2019)

## Фильмография
| Год  |     | Название            | Роль    |
| ---- | --- | ------------------- | ------- |
| 2004 | тф  | Сорочинская ярмарка | Горпына |
| 2012 | кор | Женщина-преступница | Камео   |